# Grand Prix Formule 1 van Frankrijk 1951
De Grand Prix Formule 1 van Frankrijk 1951 werd gehouden op 1 juli op het circuit van Reims-Gueux in Reims. Het was de vierde race van het seizoen.

## Uitslag
| Pos. | Nr. | Coureur                              | Constructeur    | Rondes | Tijd / Oorzaak uitval | Grid | Punten |
| ---- | --- | ------------------------------------ | --------------- | ------ | --------------------- | ---- | ------ |
| 1    | 8   | Luigi Fagioli Juan Manuel Fangio     | Alfa Romeo      | 77     | 3:22:11.0             | 7    | 4 5S   |
| 2    | 14  | José Froilán González Alberto Ascari | Ferrari         | 77     | + 58.2                | 6    | 3      |
| 3    | 10  | Luigi Villoresi                      | Ferrari         | 74     | + 3 Rondes            | 4    | 4      |
| 4    | 26  | Reg Parnell                          | Ferrari         | 73     | + 4 Rondes            | 9    | 3      |
| 5    | 2   | Nino Farina                          | Alfa Romeo      | 73     | + 4 Rondes            | 2    | 2      |
| 6    | 42  | Louis Chiron                         | Talbot          | 71     | + 6 Rondes            | 8    |        |
| 7    | 46  | Yves Giraud Cabantous                | Talbot          | 71     | + 6 Rondes            | 11   |        |
| 8    | 44  | Eugène Chaboud                       | Talbot          | 69     | + 8 Rondes            | 14   |        |
| 9    | 48  | Guy Mairesse                         | Talbot          | 66     | + 11 Rondes           | 19   |        |
| 10   | 6   | Consalvo Sanesi                      | Alfa Romeo      | 58     | + 19 Rondes           | 5    |        |
| 11   | 24  | Juan Manuel Fangio Luigi Fagioli     | Alfa Romeo      | 55     | + 22 Rondes           | 1    |        |
| NF   | 28  | Johnny Claes                         | Talbot          | 54     | Ongeluk               | 12   |        |
| NF   | 40  | Louis Rosier                         | Talbot          | 43     | Transmissie           | 13   |        |
| NF   | 38  | Philippe Étancelin                   | Talbot          | 37     | Motor                 | 10   |        |
| NF   | 36  | Aldo Gordini                         | Simca-Gordini   | 27     | Motor                 | 17   |        |
| NF   | 20  | Harry Schell                         | Maserati        | 23     | Oververhitting        | 22   |        |
| NF   | 32  | Maurice Trintignant                  | Simca-Gordini   | 11     | Motor                 | 18   |        |
| NF   | 12  | Alberto Ascari                       | Ferrari         | 10     | Versnellingsbak       | 3    |        |
| NF   | 34  | André Simon                          | Simca-Gordini   | 7      | Motor                 | 21   |        |
| NF   | 30  | Robert Manzon                        | Simca-Gordini   | 3      | Motor                 | 23   |        |
| NF   | 50  | Onofre Marimon                       | Maserati-Milano | 2      | Motor                 | 15   |        |
| NF   | 18  | Toulo de Graffenried                 | Maserati        | 1      | Transmissie           | 16   |        |
| NF   | 24  | Peter Whitehead (coureur)            | Ferrari         | 1      | Motor                 | 20   |        |

## Statistieken
| Pole-position | Juan Manuel Fangio | Alfa Romeo | 2:25.7 |
| Snelste ronde | Juan Manuel Fangio | Alfa Romeo | 2:27.8 |

## Noot
- Dit was het debuut in het Formule 1 Wereldkampioenschap voor de Argentijnse coureur Onofre Marimón en voor de Franse coureurs Aldo Gordini en André Simon.
- Dit was de vijfde opeenvolgende pole position - mits de Indianapolis 500 niet wordt meegeteld, aangezien het technisch gezien geen Grand Prix was, maar wel meetelde voor het Formule 1 Wereldkampioenschap - voor Juan Manuel Fangio. Hiermee vestigde hij een nieuw record.
- Dit was de eerste (gedeelde) Grand Prix-winst voor Luigi Fagioli en de vijfde Grand Prix-winst en podiumplaats voor Juan Manuel Fangio.
- Dit was de eerste podiumplaats voor de Argentijnse coureur José Froilán González.
- Dit was de vijfde Grand Prix-winst voor zowel een Italiaanse als een Argentijnse coureur en de vijfde en zesde podiumplaats voor een Argentijnse coureur.

1906 · 1907 · 1908 · 1912 · 1913 · 1914 · 1921 · 1922 · 1923 · 1924 · 1925 · 1926 · 1927 · 1928 · 1929 · 1930 · 1931 · 1932 · 1933 · 1934 · 1935 · 1936 · 1937 · 1938 · 1939 · 1947 · 1948 · 1949 · 1950 · 1951 · 1952 · 1953 · 1954 · 1956 · 1957 · 1958 · 1959 · 1960 · 1961 · 1962 · 1963 · 1964 · 1965 · 1966 · 1967 · 1968 · 1969 · 1970 · 1971 · 1972 · 1973 · 1974 · 1975 · 1976 · 1977 · 1978 · 1979 · 1980 · 1981 · 1982 · 1983 · 1984 · 1985 · 1986 · 1987 · 1988 · 1989 · 1990 · 1991 · 1992 · 1993 · 1994 · 1995 · 1996 · 1997 · 1998 · 1999 · 2000 · 2001 · 2002 · 2003 · 2004 · 2005 · 2006 · 2007 · 2008 · 2018 · 2019 · 2021 · 2022
Als eretitel: 1923 (Italië) · 1924 (Frankrijk) · 1925 (België) · 1926 (San Sebastián) · 1927 (Italië) · 1928 (Italië) · 1930 (België) · 1947 (België) · 1948 (Zwitserland) · 1949 (Italië) · 1950 (Groot-Brittannië) · 1951 (Frankrijk) · 1952 (België) · 1954 (Duitsland) · 1955 (Monaco) · 1956 (Italië) · 1957 (Groot-Brittannië) · 1958 (België) · 1959 (Frankrijk) · 1960 (Italië) · 1961 (Duitsland) · 1962 (Nederland) · 1963 (Monaco) · 1964 (Groot-Brittannië) · 1965 (België) · 1966 (Frankrijk) · 1967 (Italië) · 1968 (Duitsland) · 1972 (Groot-Brittannië) · 1973 (België) · 1974 (Duitsland) · 1975 (Oostenrijk) · 1976 (Nederland) · 1977 (Groot-Brittannië)
Als alleenstaande race: 1983 · 1984 · 1985 · 1993 · 1994 · 1995 · 1996 · 1997 · 1999 · 2000 · 2001 · 2002 · 2003 · 2004 · 2005 · 2006 · 2007 · 2008 · 2009 · 2010 · 2011 · 2012 · 2016